# Lucerne (Missouri)
Lucerne és una població dels Estats Units a l'estat de Missouri. Segons el cens del 2000 tenia 92 habitants.

## Demografia
Segons el cens del 2000, Lucerne tenia 92 habitants, 42 habitatges, i 23 famílies. La densitat de població era de 142,1 habitants per km².
Dels 42 habitatges en un 16,7% hi vivien nens de menys de 18 anys, en un 54,8% hi vivien parelles casades, en un 2,4% dones solteres, i en un 42,9% no eren unitats familiars. En el 35,7% dels habitatges hi vivien persones soles el 19% de les quals corresponia a persones de 65 anys o més que vivien soles. El nombre mitjà de persones vivint en cada habitatge era de 2,19 i el nombre mitjà de persones que vivien en cada família era de 2,71.
Per edats la població es repartia de la següent manera: un 15,2% tenia menys de 18 anys, un 6,5% entre 18 i 24, un 27,2% entre 25 i 44, un 25% de 45 a 60 i un 26,1% 65 anys o més.
L'edat mediana era de 46 anys. Per cada 100 dones de 18 o més anys hi havia 100 homes.
La renda mediana per habitatge era de 16.500 $ i la renda mediana per família de 31.250 $. Els homes tenien una renda mediana de 24.583 $ mentre que les dones 14.375 $. La renda per capita de la població era d'11.046 $. Entorn del 28% de les famílies i el 41,2% de la població estaven per davall del llindar de pobresa.

## Poblacions més properes
El següent diagrama mostra les poblacions més properes.